# Pays Bassa
Pour les articles homonymes, voir Bassa.
Le Pays Bassa est une zone géographique du Littoral et du Sud ouest du Cameroun.

## Histoire

### Terminologie
L'expression Pays Bassa se retrouve dans la littérature abondante des premiers géographes camerounais.

### Guerre du Cameroun
Lors de la guerre du Cameroun face à l'ancienne puissance coloniale française, le pays Bassa a payé un lourd tribu. L'agent Reuters sur place, Charles Van de Lanoitte, évoque ainsi : "Des centaines de villages razziés, souvent incendiés, rasés jusqu’au sol ! Rien qu’en 1960-61, cent cinquante-six Oradour dans le malheureux pays bassa, et dont il ne reste plus le moindre vestige aujourd’hui : en dix années, la brousse équatoriale a recouvert les ruines, les charniers et les tombes".

## Géographie du Pays Bassa
Le Pays Bassa est une région peu montagneuse lotie aux abords du fleuve Sanaga et sur la rive droite du fleuve Nyong.

Le pays Basa est dans la forêt équatoriale. Bordé à l’ouest par la mer, à l’est par le plateau forestier de Yaoundé, le pays basa forme une avancée en direction du nord-est, au delà des Babimbi. 
Désenclavé, sa pointe occidentale, proche de la mer, est la pointe de Souelaba. 
C'est un plat-pays, de basse altitude, (inférieure à 300 mètres). 
Vers l’intérieur, il présente une succession de collines boisées, d'altitude entre 300 et 800 mètres. Au bord du plateau forestier, l’altitude atteint 600 mètres. Au nord-est dans les Babimbi (800 m) et vers Makak.

### Les fleuves limitrophes
Deux fleuves traversent le pays basa : 

#### La Sanaga,
Le plus grand fleuve du Cameroun, coule en pays Bassa sur 250 kilomètres. “En aval du Mbam, elle descend de 370 mètres sur 70 kilomètres. Ses plus belles chutes et rapides sont les chutes Herbert et d’Edéa. La Sanaga n’est navigable qu’après son entrée en plaine, après Edéa et sur 70 kilomètres environ. 

#### Le Nyong
Le Nyong est entrecoupé de nombreux rapides. Il n'est pas navigable, encore moins flottable. La majeure partie de son parcours en pays basa.
En aval de Dehane, les deux fleuves sont connectés en hautes eaux et jouxtent des marécages.